# Clorosoma
Un clorosoma es un complejo de antena fotosintético presente en las bacterias verdes del azufre (BVA) y en algunas bacterias fototrofas anoxígenas (BFA) (Chloroflexaceae, Oscillochloridaceae). Los clorosomas son cuerpos elipsoidales. En las BVA, la longitud es de 100-200 nm, el ancho de 50-100 nm y el espesor de 15-30 nm, mientras que en las BFA son algo más pequeños. Difieren de otros complejos de antena por su gran tamaño y por carecer de matrices de proteínas soportando los pigmentos fotosintéticos. 
La composición de los clorosomas consiste principalmente de bacterioclorofila con pequeñas cantidades de carotenoides y quinonas rodeados por una monocapa galactolípida con diez proteínas diferentes unidas a ella. Se cree que de dentro de la bacteria los clorosomas de las BVA se unen a los centros de reacción en la membrana celular vía proteínas FMO y una base integrada compuesta de proteínas csmA. Los clorosomas de las BFA carecen del complejo FMO.
Los modelos actuales de estructura de la bacterioclorofila y de los carotenoides (los principales constituyentes) dentro de los clorosomas suponen una organización lamelar, donde largas cadenas farnesol de bacterioclorofila se entremezclan con carotenoides, formando una estructura similar a una multicapa lípida.

## Lista de especies bacterianas que contienen clorosomas
- Chlorobiaceae
  - Chlorobium limicola
  - Chlorobium phaeobacteroides
  - Chlorobium phaeovibrioides
  - Chlorobium vibrioforme
  - Chlorobium tepidum
  - Pelodictyon lutoleum
  - Prostecochloris aestuarii
- Chloroflexaceae
  - Chloroflexus aurantiacus
  - Chloroflexus aggregans
- Oscillochloridaceae
  - Oscillochloris trichoides
  - Chloronema giganteum
- Acidobacteriaceae
  - Chloracidobacterium thermophilum[2]